# أليس بنجامين
أليس بنجامين هي طبيبة التوليد والنساء وطبيبة كندية، ولدت في 9 سبتمبر 1945.